# Paramblymora
Paramblymora är ett släkte av skalbaggar. Paramblymora ingår i familjen långhorningar.
Kladogram enligt Catalogue of Life:
| Paramblymora | \| \| Paramblymora affinis \| \| \| \| \| \| Paramblymora sarasini \| \| \| \| |
|              | \| \| Paramblymora affinis \| \| \| \| \| \| Paramblymora sarasini \| \| \| \| |
|              | Paramblymora affinis                                                           |
|              |                                                                                |
|              | Paramblymora sarasini                                                          |
|              |                                                                                |